# Henri-Marie Dondra
Henri-Marie Dondra (n. 14 august 1966, Bangui, Republica Centrafricană) este un politician din Republica Centrafricană care ocupă funcția de prim-ministru al acestei țări din 11 iunie 2021.

## Biografie
A fost ministru de finanțe și al bugetului din 2016.
A fost numit prim-ministru la 11 iunie 2021, succedându-i lui Firmin Ngrébada care ocupa această funcție din 2019. Această nominalizare face parte dintr-un acord de pace semnat de autorități cu 14 grupuri armate.